# Cá heo La Plata
Cá heo La Plata, tên khoa học là Pontoporia blainvillei, là một loài động vật có vú trong họ Iniidae, bộ Cá voi. Chúng là loài duy nhất trong chi Pontoporia, được Gray mô tả năm 1846.. Loài này được 2 nhà động vật học Paul Gervais và Alcide d'Orbigny mô tả vào năm 1844. Loài này là loài cá heo sông nhỏ nhất.

## Hình ảnh

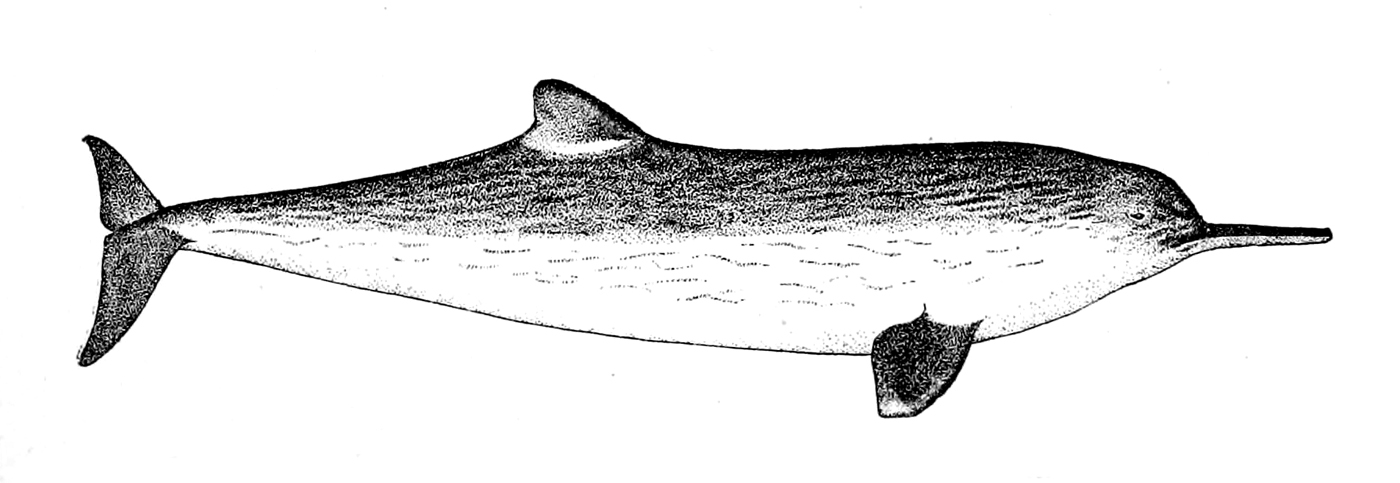
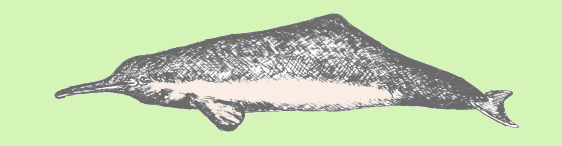
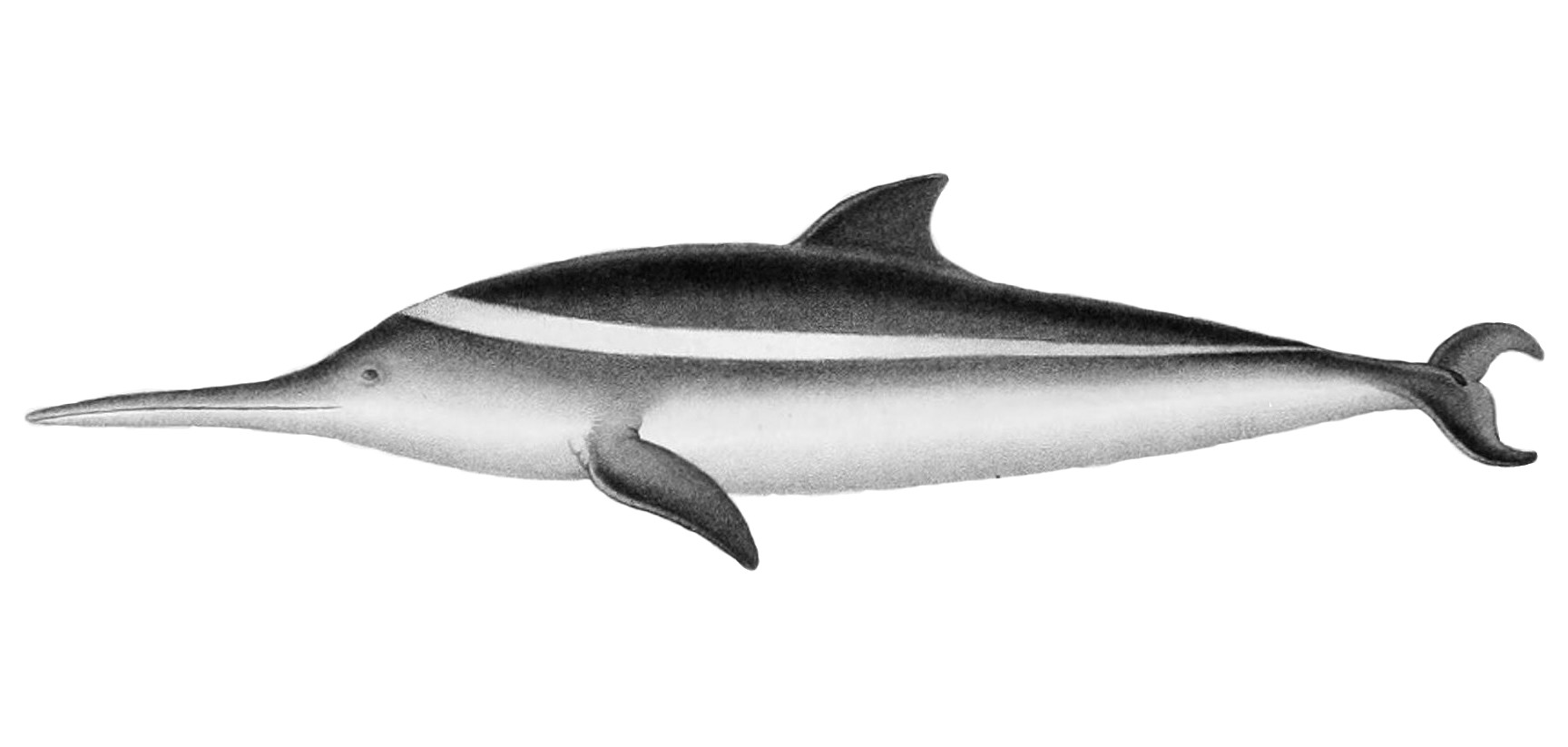
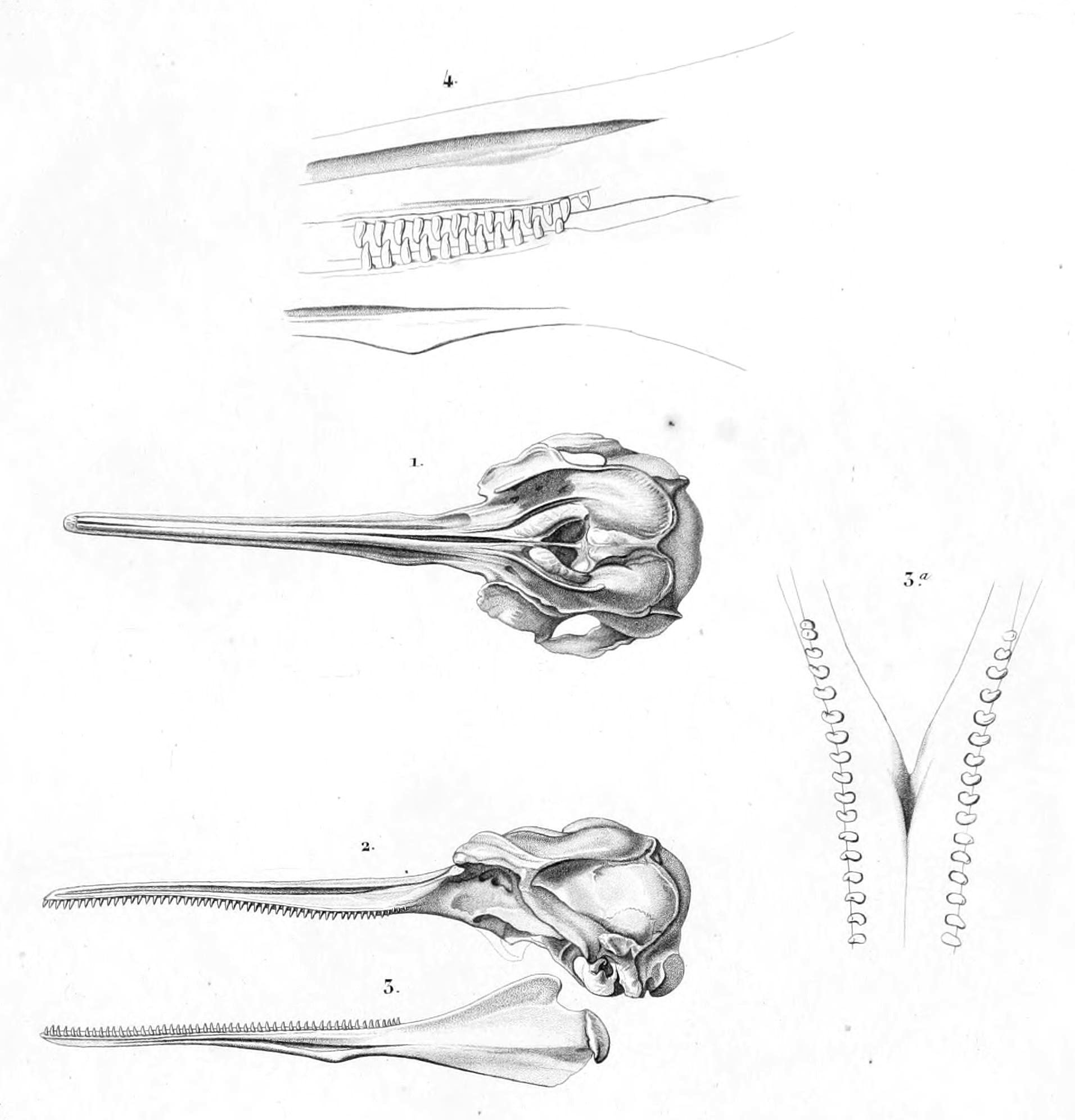